# 黍花叶卫星病毒属
黍花叶卫星病毒属（学名：Papanivirus）是核糖病毒域的一属。门、纲、目、科的地位未定。

## 下属物种
本属包括以下物种：
- Panicum papanivirus 1